# Jules Huret
Jules Huret (Boulougne-sur-Mer, Pas-de-Calais, 8 de abril de 1863-París, 14 de febrero de 1915) fue un escritor y periodista francés. Destaca por sus crónicas de viaje y entrevistas a famosos escritores. 

## Biografía
Nació en una familia de pescadores y obtuvo su primer empleo a los quince años, en el ayuntamiento de Boulogne-sur-Mer. En 1881 fundó una revista literaria y llegó a París en 1885. Un año después comienza a publicar artículos en forma autónoma para distintos periódicos.
Huret entra en consideración del gran público escribiendo para el diario Le Figaro, al que entró durante el año 1892. Allí inició una investigación sobre la "cuestión social en Europa" que lo lleva a recorrer Roma, Zúrich, Viena, Alemania y Rusia. Para ese trabajo, debió interrogar a Edmond de Rothschild, al anarquista italiano Errico Malatesta y al filósofo ruso Pierre Lavroff. Sus posteriores entrevistas a escritores y artistas franceses de renombre internacional fueron motivo de celebridad mundial; entre ellos: Zola, Mallarmé, Verlaine y de Goncourt.
Escritor de noticias y reportajes, sorprenden aún sus impresiones de corte liberal, republicano y progresista sobre la Argentina y los Estados Unidos. Sus puntos de vista relativos al crecimiento económico capitalista del nuevo siglo, para él motor de futuras prosperidades, es pieza fundamental de sus crónicas de viaje. En su estilo se encuentra también la voluntad de recoger testimonios variados y locales para confrontarlos entre sí.
Cuando Huret arriba a Buenos Aires lo hace durante las fiestas de centenario argentino, en 1910. El periodista ya es ampliamente reconocido en el mundo de las letras por sus libros de viaje en Estados Unidos y Alemania, ambos best-sellers ampliamente leídos.

## Obras
- Enquête sur l'évolution littéraire. Conversations avec MM. Renan, de Goncourt, Émile Zola, Guy de Maupassant, Huysmans, Anatole France, Maurice Barrès, etc. (1891)

- La Catastrophe du Bazar de la Charité (4 mai 1897). Historique du Bazar de la charité, la catastrophe. Documents recueillis et mis en ordre par Jules Huret (1897)
- Sarah Bernhardt (1899)
- Loges et coulisses (1901)
- Tout yeux, tout oreilles (1901)
- Les Grèves. Enquête au Creusot, à Lille, Roubaix, Anzin, Lens, Marseille, Carmaux, Lyon, Saint-Étienne, Saint-Chamond (1902)
- En Amérique. De New-York à la Nouvelle-Orléans (1904)
- En Amérique. De San Francisco au Canada (1905)
- En Allemagne. Rhin et Westphalie : prospérité, les villes, les ports, usiniers et philanthropes, les grands syndicats patronaux (1907)
- En Argentine (2 volúmenes, 1911–1913)
- En Allemagne. Berlin (1913)
- Rothschild et la question sociale (1920)